# Spermacoce hockii
Spermacoce hockii är en måreväxtart som först beskrevs av De Wild., och fick sitt nu gällande namn av Steven Dessein. Spermacoce hockii ingår i släktet Spermacoce och familjen måreväxter. Inga underarter finns listade i Catalogue of Life.